# ماریو رنوستو
ماریو رنوستو (انگلیسی: Mario Renosto; ۱۵ ژوئن ۱۹۲۹ – ۱۴ نوامبر ۱۹۸۸) بازیکن فوتبال اهل ایتالیا بود.
از باشگاه‌هایی که در آن بازی کرده‌است می‌توان به باشگاه فوتبال مسینا، باشگاه فوتبال آ.اس. رم، باشگاه فوتبال ونتزیا، باشگاه فوتبال تریستیانا، باشگاه فوتبال آ.ث. میلان، و باشگاه فوتبال نووارا اشاره کرد.